# 原畫指導
原畫指導是負責最後監察原畫的重要職位，負責此職位的往往是當了三至五年時間的資深原畫師。由於原畫是由二至四個原畫師負責，在繪畫風格和功力往往會有偏差，所以原畫指導會修正各原畫所出現的偏差，務求令原畫風格統一。
原畫指導另一職責是決定原畫與原畫之間的分格數目，完成後，原畫指導便會把所有稿件和要求先給予監製進行最後審訂，然後再交至動畫師進行分格工序。